# Roza Khutor
Roza Khutor (russisk: Роза Хутор) er et skisportssted i det sydvestlige Rusland i det vestlige Kaukasus, lokaliseret på Aibiga-højderyggen langs Roza Khutor-plateauet nær Krasnaja Poljana. Det er opført i perioden 2003 til 2011 og er værtssted for de alpine discipliner ved vinter-OL 2014 i Sotji. Skisportsstedet ligger omkring 40 km fra Sortehavet. Flertallet af løjperne vender forsiden mod nordøst og bagsiden mod sydvest. Roza Khutor Ekstrempark ligger også i Roza Khutor.

## Højder
Det lave basisområde i Roza-dalen ved Mzymta-floden ligger 560 meter over havet. Den højeste lift er Caucasus Express en gondolbane, som fører op til 2.320 meter over havet med en højdeforskel på 1.760 meter. Det primære basisområde for alpint skiløb er Roza Plateau 1.170 meter over havet og med en højdeforskel på 1.150 meter fra toppen. Besedka er midt-området 1.350 meter over havet og den nederste station på Caucasus Express; som har en midterstation på Roza-1600, omkring 1.600 meter over havet. I den østlige del af skisportsstedet ligger Roza Stadion, 940 meter over havet, som er målområde for de alpine discipliner.

## Hoteller
Roza Khutor-skisportssted er hjemsted for 10 hoteller med mere end 1.600 værelser. Der er udarbejdet aftaler med flere internationale og russiske hotel-kæder: The Extreme Sports Company med 1 Extreme Hotel Arkiveret 18. maj 2018 hos  Wayback Machine, Rezidor Hotel Group (2 hoteller — Park Inn og Radisson Blu), Golden Tulip Hotels, Suites and Resorts (2 hoteller — Golden Tulip Rosa Chutor og Tulip Inn Rosa Chutor), AccorHotels (2 hoteller under Mercure Hotels-mærket), Swissotel, Heliopark.

## World Cup 2012
Roza Khutor var vært for den alpine World Cup i styrtløb og Super kombineret for både mænd og kvinder i februar 2012, to år før vinter-OL. Løbsbanerne var designet af Bernhard Russi, som vandt guldmedalje ved vinter-OL 1972.
Mændenes World Cup i styrtløb startede et stykke under toppen 2.045 meter over havet og sluttede 970 meter over havet med en højdeforskel på 1.075 meter og en banelængde på 3.495 meter. Højeste hældning er på 84 % (40 grader) på den øverste del af banen. Styrtløbskonkurrencen blev vundet af Beat Feuz fra Schweiz.